# Маврос-Лофос
Маврос-Лофос (греч. Μαύρος Λόφος), также Кара-Тепе (Καρατεπέ ή Καρά Τεπέ), также Асфали — мыс в Греции, на восточном побережье острова Лесбос. Вдаётся в пролив Митилини Эгейского моря. Ограничивает с юга бухту Панайюда. Расположен к югу от мыса Махера и острова Памфилон, к юго-востоку от деревень Панайюда и Памфила, к востоку от Мории, к северу от главного города и порта Лесбоса Митилини. Административно относится к общине Митилини в периферийной единице Лесбос в периферии Северные Эгейские острова. Наивысшая точка 37 м над уровнем моря.
Турецкий топоним Кара-Тепе означает «чёрный холм» (тур. kara tepe), греческий топоним Маврос-Лофос является переводом (греч. μαύρος λόφος). Также мыс называют Мавровуни (Μαυροβούνι), что означает «чёрная гора».
На мысе находился военный полигон.

## Временный лагерь для иммигрантов
После пожара, разрушившего большую часть лагеря беженцев в деревне Мория в ночь с 8 на 9 сентября 2020 года, на мысе находится временный лагерь беженцев «Кара-Тепе». Официальный статус лагеря — центр приёма и идентификации (Κέντρο Υποδοχής και Ταυτοποίησης Μυτιλήνης, ΚΥΤ Μυτιλήνης) министерства по вопросам миграции и убежища Греции. После пожара без крова остались 12 362 человека, по состоянию на конец марта 2021 года в лагере находятся примерно 6650 человек. Создание лагеря финансировалось Европейской комиссией, в создании лагеря участвовали Управление Верховного комиссара ООН по делам беженцев (УВКБ ООН), Детский фонд ООН (ЮНИСЕФ) и Красный Крест.
Лагерь, построенный для размещения всего 650 человек, получил неофициальное название Moria 2.0 из-за перенаселённости и ужасных условий. Люди живут в палатках на участке, подверженном штормам и наводнениям, и жалуются на отсутствие электричества и антисанитарию.
В марте 2021 года лагерь посетила европейский комиссар по внутренним делам  Ильва Юханссон. На тот момент в лагере находилось более 6000 человек. В апреле, через несколько дней после визита Ильвы Юханссон, пообещавшей финансирование, совет общины Митилини принял решение о строительстве в урочище Вастрия в центральной части острова нового лагеря для иммигрантов на 3000 человек, призванного заменить временный лагерь для иммигрантов на мысе Мавровуни, где иммигранты страдают от перенаселения и ужасных условий.